# Nicezio di Vienne
Nicezio di Vienne (fl. V secolo) è stato un arcivescovo francese del V secolo. È venerato come santo dalla Chiesa cattolica.

## Agiografia
Divenne vescovo di Vienne (Francia) nel V secolo nel Delfinato .Fece costruire una chiesa in onore del terzo vescovo di Vienne, san Martino . 
Come tutti i primi 45 vescovi di Vienne è considerato come un santo.

## Culto
Secondo il Martirologio Romano, il giorno dedicato al santo è il 5 maggio:
(Martirologio Romano)